# Izačić
Izačić (v srbské cyrilici Изачић) je obec v Bosně a Hercegovině u hranice s Chorvatskem. Administrativně spadá pod město Bihać v západní části země. Izačić je znám především díky hraničnímu přechodu na silničním tahu Bihać–Slunj. Blízko obce se také nachází bývalé Letiště Željava.
První písemná zmínka o obci pochází z roku 1501. Svůj název má podle rodiny Izačićů, která zde v té době žila. V roce 1551 je doložen popis obce s malou pevností a minimálně jednou opevněnou věží. Turci jej obsadili v roce 1592 Předtím osmanské vojsko město dvakrát neúspěšně obléhalo. Turci Izačić drželi až do roku 1878, kdy spolu s celou Bosnou připadlo město pod správu Habsburské monarchie. V roce 1810 město obsadil francouzský generál Marmont během expanze Francouzů do oblasti tzv. Ilyrských provnicí. O zhruba čtvrtstoletí později jej obsadila rakouská armáda. Rakušané během svého postupu popsali Izačić jako město se zhruba 1000 obyvatel a asi 450 domy. Po jejich vpádu bylo nejspíše opuštěno.
V roce 1994 zde probíhala Operace Tygr v rámci války v Bosně a Hercegovině.
Většina obyvatelstva Izačiće je bosňácké národnosti, lidé jsou zaměstnáni především v zemědělství.